# Daniel van Heil
Daniel van Heil (Bruxelles, 1604 – Bruxelles, 1662) è stato un pittore fiammingo.

## Biografia

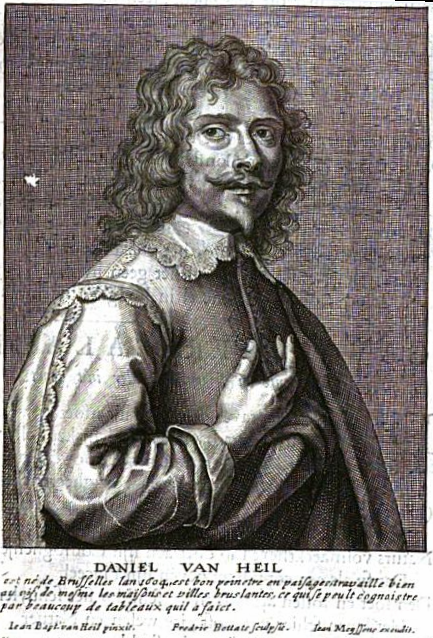
Frederik Bouttats il Giovane, Ritratto di Daniel van Heil

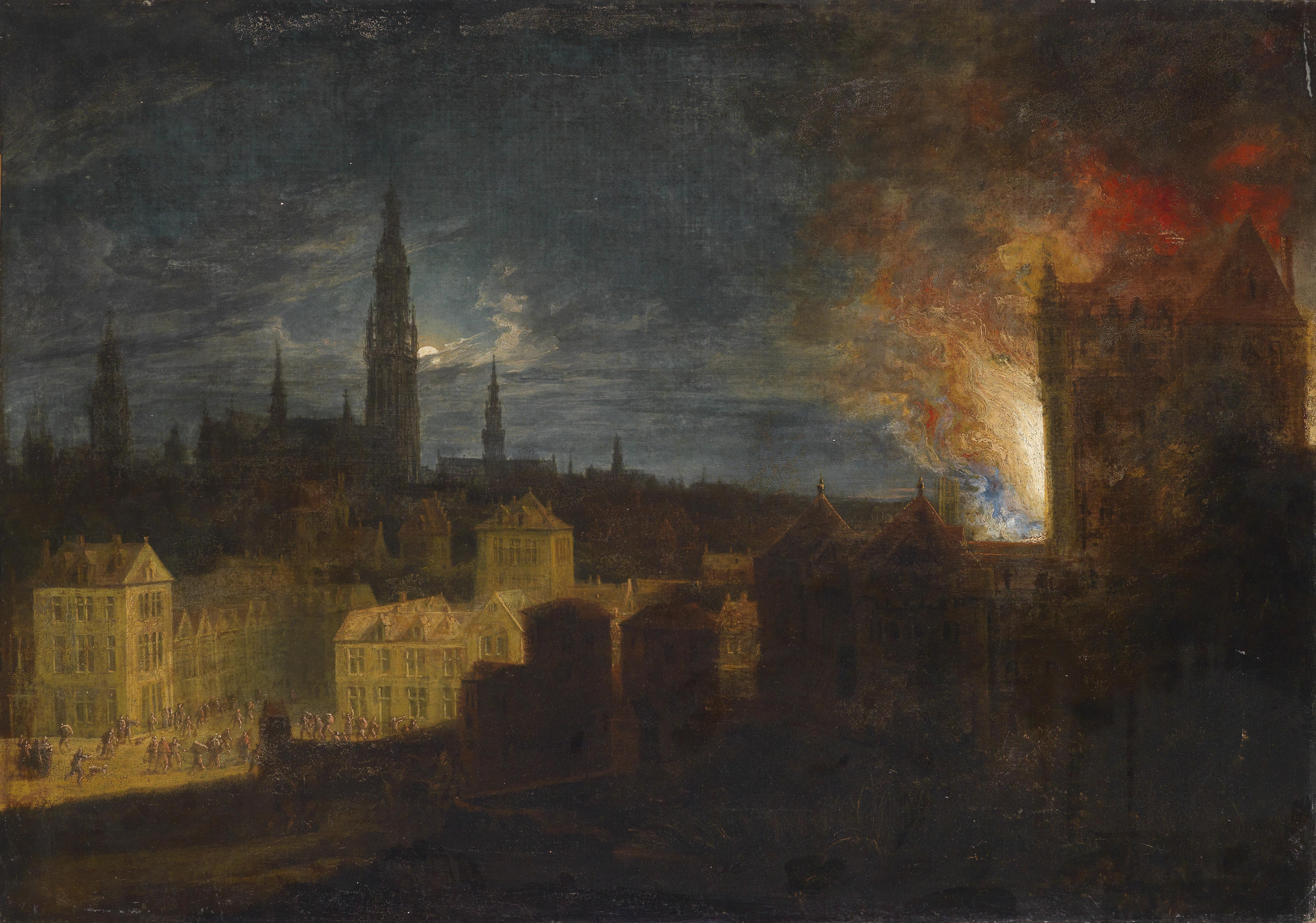
Incendio del Municipio di Anversa

Era fratello del ritrattista Jan Baptist e dell'architetto e miniaturista Leo van Heil. Tra i dipinti firmati o monogrammati di questo artista, alcuni ricordano le tipiche opere del XVI secolo, come il Paesaggio fluviale e roccioso della chiesa di Santa Gudula di Bruxelles o l'Incendio del palazzo Nassau del Museo comunale di Bruxelles, mentre altri, come i Piaceri dell'inverno sono influenzati da Pieter Bruegel il Vecchio e preannunciano Jacques d'Arthois.